# Träsmyrtjärnen
Träsmyrtjärnen är en sjö i Sundsvalls kommun i Medelpad och ingår i Indalsälvens huvudavrinningsområde. Sjön har en area på 0,0505 kvadratkilometer och ligger 257 meter över havet.

## Delavrinningsområde
Träsmyrtjärnen ingår i det delavrinningsområde (696516-154395) som SMHI kallar för Ovan VDRID = Lillälven i Indalsälvens vattendrags*. Medelhöjden är 274 meter över havet och ytan är 6,04 kvadratkilometer. Räknas de 2341 avrinningsområdena uppströms in blir den ackumulerade arean 25 084,11 kvadratkilometer. Avrinningsområdets utflöde Indalsälven mynnar i havet. Avrinningsområdet består mestadels av skog (75 procent). Avrinningsområdet har 4,6 kvadratkilometer vattenytor vilket ger det en sjöprocent på 8,8 procent.